# 마린스키포사트

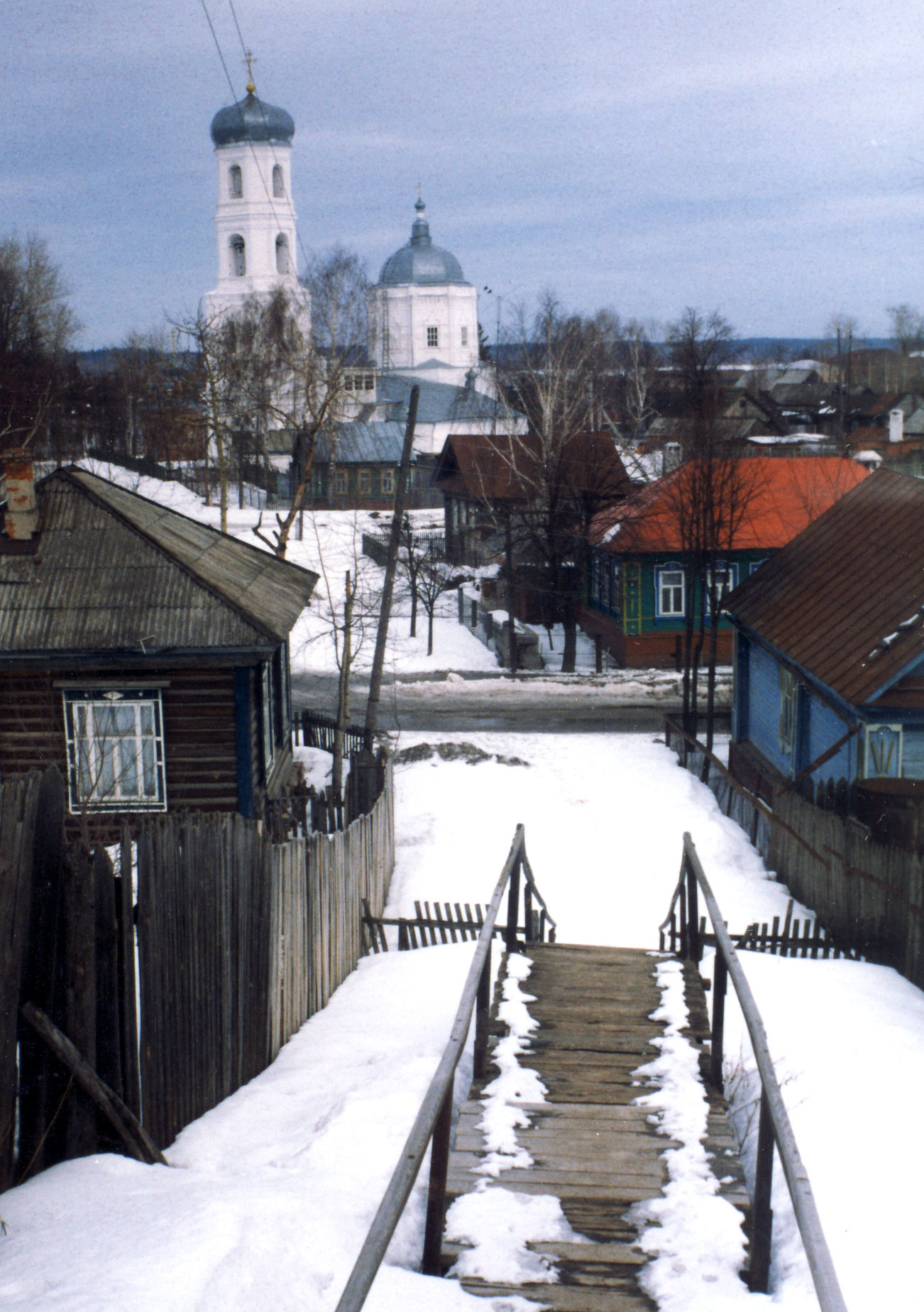

마린스키 포사트(러시아어: Марии́нский Поса́д, 추바시어: Сĕнтĕрвăрри), 비공식 약칭 마르포사트(Марпосад)는 러시아 추바시 공화국의 마린스코포사츠키 군의 중심지이다. 볼가강 우안과 접하며 추바시 공화국의 수도인 체복사리에서 동쪽으로 36km 정도 떨어져 있다.
1620년에 순디리(Сундырь)라는 마을이 형성되었는데 이는 볼가강의 지류인 순디르카강에서 유래된 이름이다. 1856년 6월 18일에 도시 지위를 부여받으면서 도시 이름이 러시아 제국의 알렉산드르 2세 황제의 황후인 마리 폰 헤센다름슈타트 대공녀(마리야 알렉산드로브나 황후)에서 이름을 딴 마린스키포사트로 바뀌었다.